# Paramyzus heraclei
Paramyzus heraclei är en insektsart. Paramyzus heraclei ingår i släktet Paramyzus och familjen långrörsbladlöss.

## Underarter
Arten delas in i följande underarter:
- P. h. heraclei
- P. h. similis